# Jaakko Hänninen
Jaakko Hänninen (Ruokolahti, 16 aprile 1997) è un ciclista su strada finlandese che corre per il team Nice Metropole; è professionista dal 2019.

## Palmarès

### Strada
- 2015 (Juniores)

Campionati finlandesi, Prova a cronometro Juniores
Campionati finlandesi, Prova in linea Juniores
- 2017 (AC Bisontine Under-23)

Campionati finlandesi, Prova a cronometro Under-23
Campionati finlandesi, Prova in linea Under-23
Grand Prix Christian Fenioux
- 2018 (EC Saint-Etienne Loire Under-23)

Tour du Gévaudan Languedoc-Roussillon
- 2024 (Decathlon AG2R La Mondiale Team, una vittoria)

Campionati finlandesi, Prova in linea Elite

### Ciclocross
- 2013-2014

Campionati finlandesi, Prova Juniores
- 2014-2015

Campionati finlandesi, Prova Juniores

## Piazzamenti

### Grandi Giri
- Giro d'Italia

2020: 73º
2022: 90º
- Vuelta a España

2022: non partito (7ª tappa)

### Classiche monumento
- Milano-Sanremo

2023: 130º
- Giro di Lombardia

2019: ritirato
2020: 25º
2021: ritirato
2022: ritirato

### Competizioni mondiali
- Campionati del mondo su strada

Richmond 2015 - In linea Junior: non partito
Bergen 2017 - In linea Under-23: 26º
Innsbruck 2018 - In linea Under-23: 3º
Yorkshire 2019 - In linea Under-23: 93º

### Competizioni europee
- Campionati europei su strada

Nyon 2014 - In linea Junior: 73º
Tartu 2015 - Cronometro Junior: 54º
Tartu 2015 - In linea Junior: 60º
Plumelec 2016 - In linea Under-23: 84º
Herning 2017 - In linea Under-23: ritirato